# Lyctus cavicollis
Lyctus cavicollis är en skalbaggsart som beskrevs av Leconte 1866. Lyctus cavicollis ingår i släktet Lyctus och familjen kapuschongbaggar. Inga underarter finns listade i Catalogue of Life.

## Bildgalleri

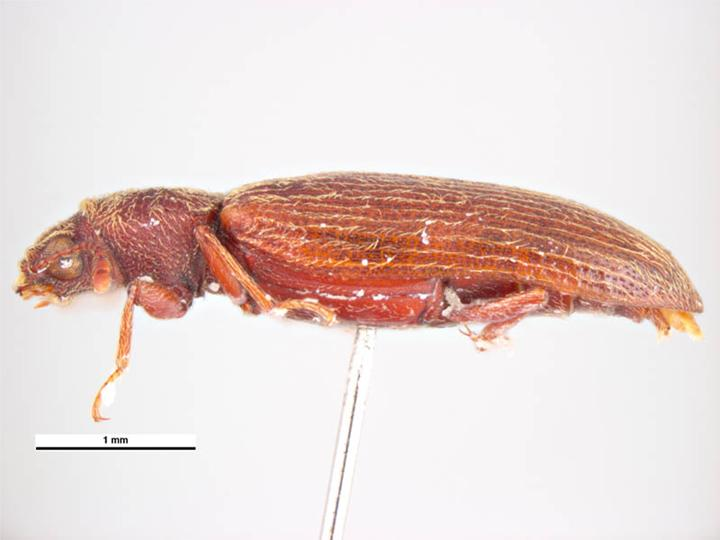